# نظامیه بغداد
نظامیهٔ بغداد به‌دستور نظام‌الملک در شهر بغداد در سال ۱۰۶۵م/ ۴۵۹ق ساخته شد. این نخستین مدرسهٔ بزرگ اسلامی در شرق شمرده می‌شد؛ آموزش در آن رایگان بود و شاگردان آن مقرری دریافت می‌نمودند. نظامیهٔ بغداد در تاریخ آموزش در شرق اسلامی بسیار تأثیرگذار نامبرده می‌شود، و تبدیل به یکی از مراکز برجسته علمی شد. مشهورترین مدرّس نظامیه بغداد ابوحامد محمد غزالی بود که به دعوت نظام‌الملک در ژوئیه ۱۰۹۱م/ ذی‌القعده ۴۸۳ق در آن تدریس می‌کرد. از اوایل سدهٔ نهم هجری به بعد، اطلاعی از سرگذشت نظامیه یا ساختمان آن در متون ذکر نشده‌است. برنامه آموزشی نظامیه بغداد در ابتدا بر مطالعات مذهبی، قوانین اسلامی، ادبیات عرب و حساب تمرکز داشت و بعدها تاریخ، ریاضیات، علوم مادی و موسیقی را نیز شامل شد.
حمدالله مستوفی مورخ ایرانی از این مدرسه بزرگ به نام «امّ المدارس» یاد کرده است.  به نظر مستشرق انگلیسی، لسترنج، نظامیه بغداد تا نیمه های قرن چهاردهم میلادی باقی و پابرجا بوده است.

## ساخت و گشایش
این مدرسه در بخش شرقی بغداد، در ساحل دجله و در میان بازار معروف به سوق الثلاثاء، نزدیک دروازهٔ باب‌الأزج، پیوسته به مدرسهٔ مرجان در ۱۰۶۲م/ ۴۵۶ق ساخته شد و در سال ۱۰۶۵م/ ۴۵۹ق گشایش یافت.
ابن جوزی در المنتظم پس از ذکر تاریخ گشایش این مدرسه، نوشته‌است که «روز شنبه دهم ذی‌القعده، عمید ابوسعد قاضی [متولی بنای نظامیه بغداد از سوی نظام‌الملک] طبقات مختلف مردم را به مدرسهٔ نظامیه که نظام‌الملک در بغداد برای شافعیان بنا کرده بود فراخواند.»